# Vindinge Herred

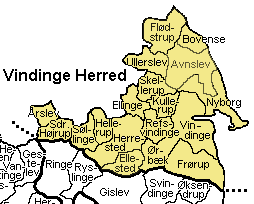
Vindinge Herred

Vindinge Herred was een herred in het voormalige Svendborg Amt in Denemarken. In Kong Valdemars Jordebog komt de herred voor als Winninghæreth. In 1970 werd het gebied deel van de toen gevormde provincie Funen.

## Parochies
Naast de stad Nyborg omvatte Vindinge 18 parochies.
- Aunslev
- Bovense
- Ellested
- Ellinge
- Flødstrup
- Frørup
- Hellerup
- Herrested
- Kullerup
- Nyborg
- Refsvindinge
- Skellerup
- Søllinge
- Sønder Højrup
- Ullerslev
- Vindinge
- Årslev
- Ørbæk